# Вълко Шишманов
Вълко Райчев Шишманов, известен като Кючука или Кичукя, е български революционер и офицер, деец на Вътрешната македоно-одринска революционна организация.

## Биография
Роден е в 1875 година в пашмаклийското село Карлуково, тогава в Османската империя, днес Славейно, България. Първи братовчед е на Пею Шишманов. Постъпва в 23-ти шипченски полк и достига до подофицер. През април-май 1901 година навлиза в Западна Тракия с чета. За район на действие има Ахъчелебийско и тясно се координира с върховиста Константин Антонов.
В навечерието на Илинденско-преображенското въстание е избран за войвода на карлуковската чета в Първи революционен участък. Секретар на четата му е Стефан Чакъров.
През Балканската война в 1912 година е помощник войвода на Гюмюрджинската чета на Македоно-одринското опълчение.
В 1915 г. е мобилизиран като старши офицер в състава на 59-и одрински полк. През ноември 1916 загива при сражения на кота 1050 на завоя на река Черна.
Христо Караманджуков пише за Шишманов:
| „ | любезния и винаги благоразположен Вълко Райчев Шишманов (Кичука)... бе с трикласно образование, по природа даровит и умен, съобщителен, пъргав, находчив. Страдаше от ревматизъм. | “ |